# Hund och katt
Hund och katt (engelska: Mickey's Pal Pluto) är en amerikansk animerad kortfilm med Musse Pigg från 1933.

## Handling
Musse Piggs hund Pluto räddar ett gäng kattungar som ligger i en säck från att drunkna i floden. Pluto börjar snabbt känna sig ignorerad av Musse då han verkar vara mer upptagen med kattungarna. Snart dyker hans onda respektive goda samvete upp för att ge honom råd.

## Om filmen
Filmen är den 53:e Musse Pigg-kortfilmen som producerades och den tredje som lanserades år 1933.
Filmens handling kom att återanvändas i den senare Musse Pigg-filmen Plutos goda samvete som kom ut 1941.
Filmen hade svensk premiär den 2 april 1934 på biografen på Rita i Stockholm och ingick i ett kortfilmsprogram tillsammans med sex kortfilmer till; Putte hos John Blund, Våga, vinn hästen min, King Kongs överman, Råttfångaren från Hameln, Hans och Greta och Noaks ark.

## Rollista
- Walt Disney – Musse Pigg
- Marcellite Garner – Mimmi Pigg
- Pinto Colvig – Pluto[7], Plutos goda samvete
- Don Brodie – Plutos onda samvete[8]